# الجنادبة البلد (أرحب)

تعديل مصدري - تعديل

الجنادبة البلد هي إحدى قرى عزلة شاكر بمديرية أرحب التابعة لمحافظة صنعاء، بلغ تعداد سكانها 324 نسمة حسب تعداد اليمن لعام 2004.